# Новое (Бахмачский район)
Но́вое (укр. Нове) — посёлок при промышленном предприятии, расположенный на территории Бахмачского района Черниговской области (Украина). Расположен на реке Хвощевая.
Население составляет 55 жителей (2006 год). Плотность населения — 1896,55 чел/кв.км.

## История
Населённый пункт создан как хозяйственный пункт Парафиевского сахарного завода после Великой Отечественной войны. Здесь занимались свекловодством и торфоразработкой. В 1980-х годах посёлок стал называться Новое. В 1990-е года сахарный завод прекратил работу. 

## География
Посёлок Новое находится примерно в 36 км к югу от центра города Бахмач. Средняя высота населённого пункта — 158 м над уровнем моря. Посёлок находится в зоне умеренного умеренно континентального климата.
Национальный состав представлен преимущественно украинцами, по конфессиональному составу — христианами.
Нет кладбища.